# Třída Odžika (1991)
Třída Odžika je třída oceánských hlídkových lodí japonské pobřežní stráže, postavená jako vylepšení hlídkové lodě Nodžima. Celkem bylo postaveno sedm jednotek této třídy. První jednotka byla roku 2017 darována do Malajsie.

## Stavba

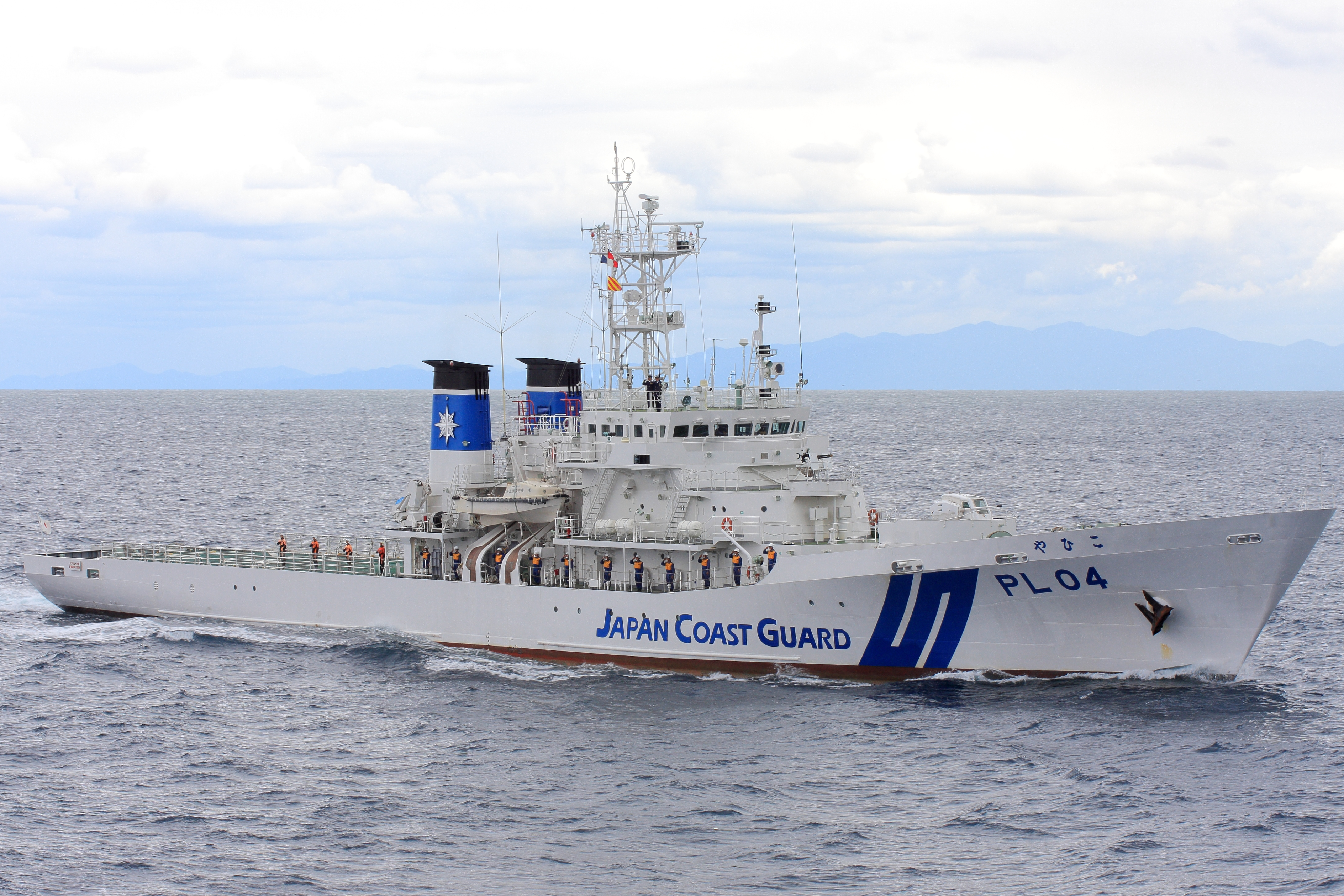
Jahiko (PL-04)

Jednotky třídy Odžika:
| Jméno            | Založení kýlu  | Spuštěna        | Vstup do služby    | Status |
| ---------------- | -------------- | --------------- | ------------------ | --- |
| Erimo (PL-02)    | 28. září 1990  | 23. dubna 1991  | 31. října 1991     | Vyřazena 24. ledna 2017, původní název jako Odžika. Dne 15. března 2017 zařazena do Malajsijské pobřežní stráže jako KM Pekan (9203). |
| Kudaka (PL-03)   | 9. září 1993   | 10. května 1994 | 25. října 1994     | Aktivní. |
| Jahiko (PL-04)   | 21. září 1994  | 29. května 1995 | 26. října 1995     | Aktivní, původní název jako Sacuma.                                                                                                   |
| Dedžima (PL-05)  | 22. října 1997 | 7. června 1998  | 26. listopadu 1998 | Aktivní, původní název jako Hakata.                                                                                                   |
| Šimokita (PL-06) | 1. září 1998   | 28. června 1999 | 29. října 1999     | Aktivní, původní název jako Dedžima a Kurikoma.                                                                                       |
| Sacuma (PL-07)   | 4. září 1998   | 3. června 1999  | 29. října 1999     | Aktivní. |
| Tosa (PL-08)     | 8. září 1999   | 9. června 2000  | 31. října 2000     | Aktivní, původní název jako Motobu.                                                                                                   |

## Konstrukce

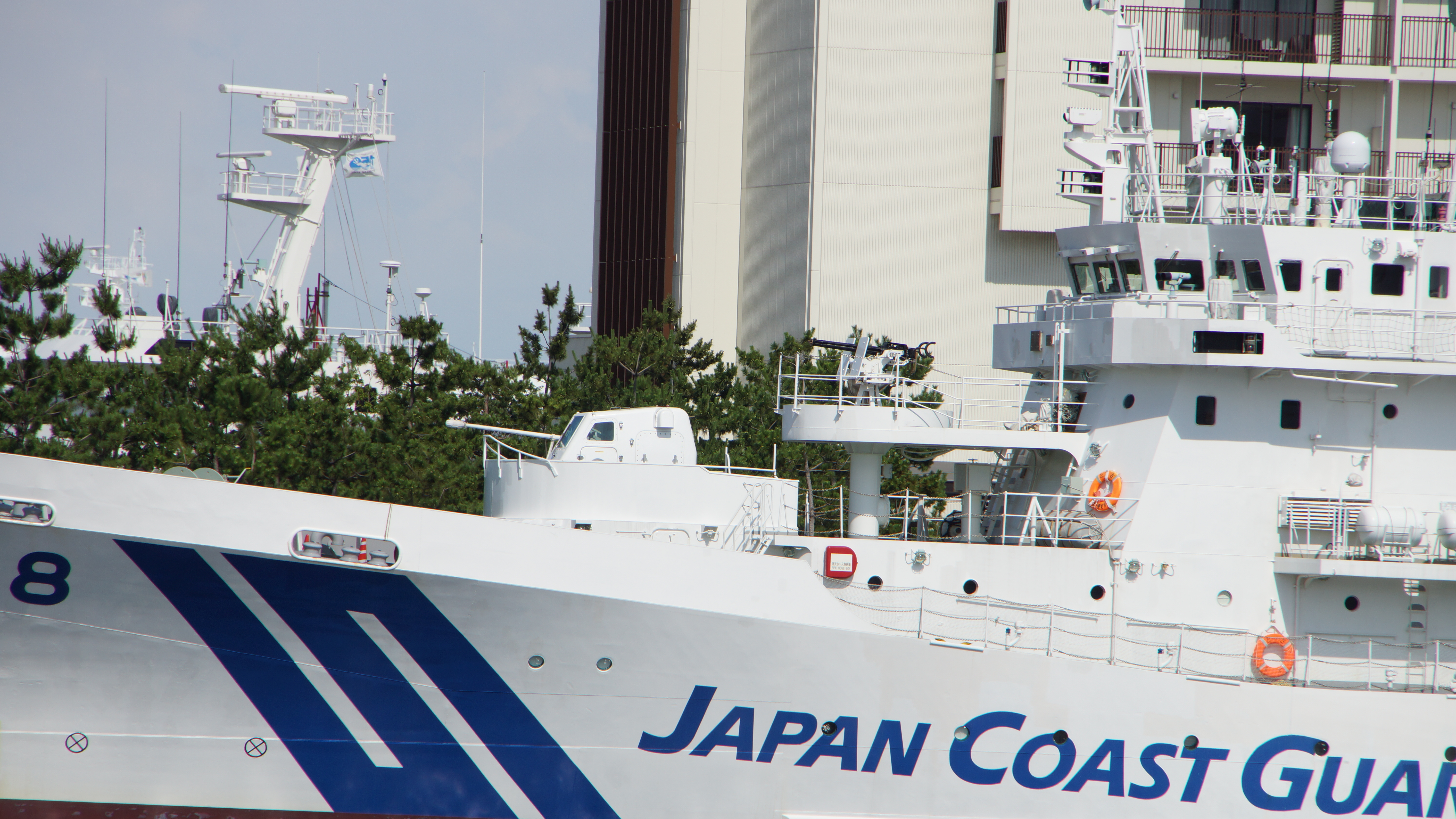
35mm kanón Oerlikon KDC a 20mm kanón JM61-M Sea Vulcan na přídi Tosa (PL-08)

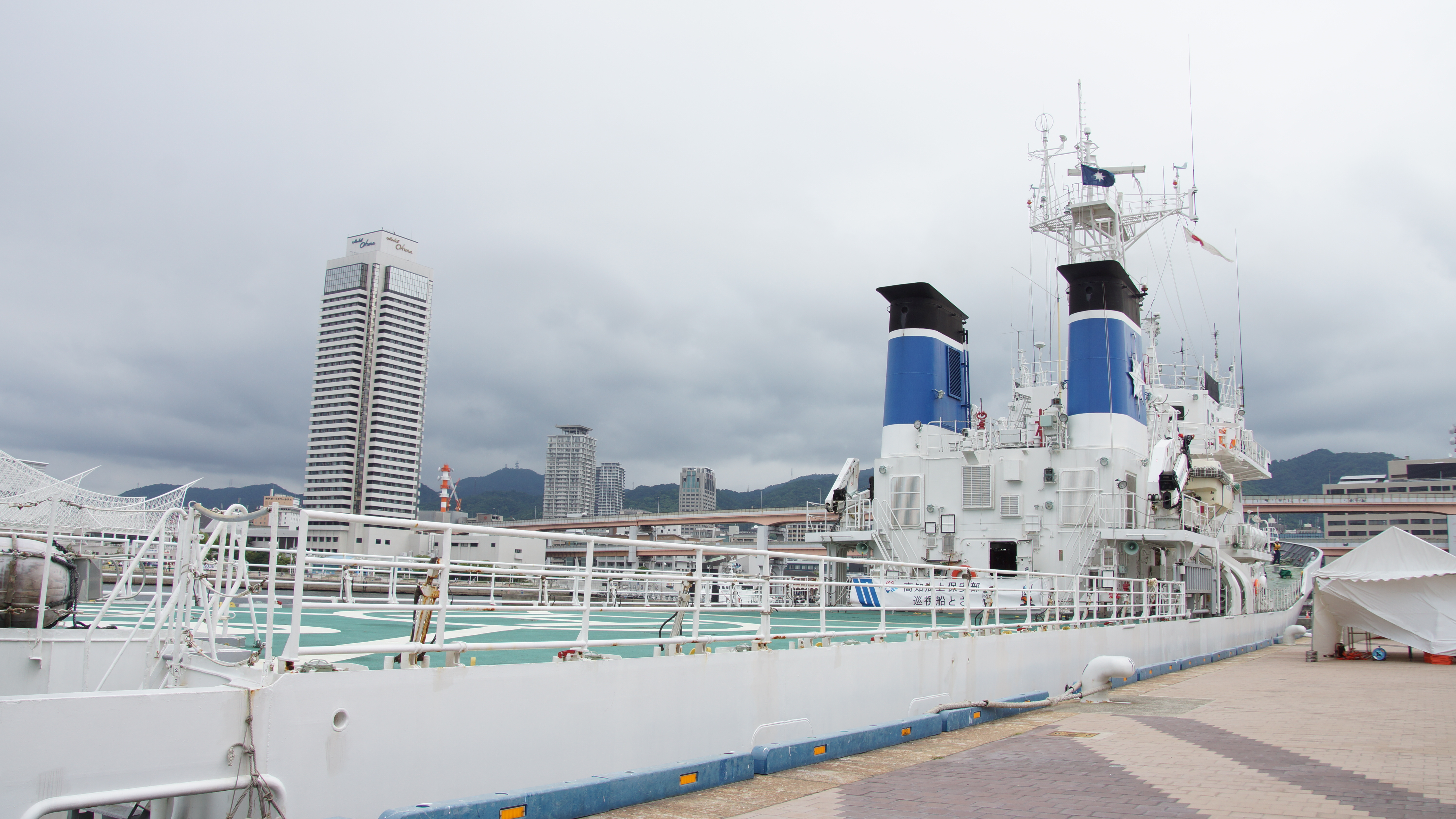
Tosa (PL-08) v Kobe

První jednotka této třídy Odžika nesla jeden rotační 20mm kanón JM61-M Sea Vulcan ve věžičce na přídi. Následující plavidla měla výzbroj posílenu o jeden 35mm kanón typu 87 (švýcarský Oerlikon KDC). První plavidla byla vybavena záchranářskými čluny ze sklolaminátu a podpůrným plavidlem pro potápění. Druhá a poslední jednotka dostaly místo podpůrného plavidla rychlé čluny RHIB. Ostatní plavidla byla vybavená pouze záchranářskými čluny ze sklolaminátu. Na zádi se nachází přistávací plocha pro jeden vrtulník AS332 Super Puma. Plavidla ale nejsou vybavena vrtulníkovým hangárem. Pohonný systém tvoří dva diesely Niigata 8MG32CLX, každý o výkonu 3500 hp, pohánějící dva lodní šrouby se stavitelnými lopatkami. Manévrovací schopnosti zlepšují dvě příďová dokormidlovací zařízení. Nejvyšší rychlost dosahuje 20 uzlů.

## Export
Malajsie
První jednotka této třídy byla po vyřazení darována do Malajsie. Malajsijská pobřežní stráž (Malaysian Maritime Enforcement Agency) plavidlo získala 15. března 2017 jako KM Pekan (9203).